# Ropovod Mosul–Haifa

Trasa ropovodu Mosul–Haifa

Ropovod Mosul–Haifa byl ropovod pro transport ropy z ropných polí v severoiráckém Kirkúku přes Jordánsko do severoizraelské Haify, který byl v provozu v letech 1935 až 1948. Ropovod byl dlouhý 942 kilometrů, jeho průměr byl 8 palců a trvalo deset dnů, než byla ropa přepravena z jednoho konce do druhého. V Haifě byla ropa následně zpracovaná v místních rafinériích, uložena do tanků, které byly naloženy do tankerů a přepraveny do Evropy.
Ropovod byl vybudován v roce 1935 v době, kdy byla většina území Blízkého východu pod britskou správou. Ve stejné době byl paralelně budován ropovod vedoucí z Kirkúku do Tripolisu v Libanonu. Jak ropovod, tak haifské rafinerie byly vybudovány Brity v přípravě na očekávanou válku a během druhé světové války nakonec skutečně poskytly britské a americké armádě ve Středozemí potřebné palivo.
Ropovod byl častým cílem útoků arabských gangů během arabského povstání a jeho ochranu měly na starost společné britsko-židovské zvláštní noční čety, vedené kapitánem Orde Wingatem. Později byl ropovod cílem útoků Irgunu.
V roce 1948 byl provoz ropovodu ukončen po vypuknutí izraelské války za nezávislost, kdy Irák přerušil dodávky ropy.